# Фотченков, Пётр Семёнович
Пётр Семёнович Фотченков (2 марта 1902, с. Александровка, Вяземский уезд, Смоленская губерния — август 1941 года, около с. Подвысокое, Кировоградская область) — советский военнослужащий, полковник, командир 8-й танковой дивизии 4-го механизированного корпуса 6-й армии.

## Биографические данные
Русский. Рабочий. Образование: начальное. В РККА с 1918 года. После окончания Гражданской войны уволился из армии, работал на киевском заводе «Арсенал». Повторно был призван в ряды Красной Армии.
Окончил командные пехотные курсы в 1922 году, артиллерийское отделение Киевской объединённой школы командиров в 1926 году, Военную академию механизации и моторизации РККА им. Сталина (ВАММ) в 1938 году, в звании капитана занимал должность командира роты слушателей Военной академии.
Член ВКП(б) с 1925 года. Участник гражданской войны в Испании с июля 1937 года. Служил заместителем командира интернационального танкового полка по строевой части (и комиссаром полка). Был командиром 2-го сводного танкового полка. Полк находился в подчинении 12-й интернациональной бригады, которой командовал генерал Лукач (Матэ Залка). В сражении под Сарагосой получил двойное ранение.
Как это произошло, вспоминает подполковник Рюмик М. Е., который в Испании был водителем танка: 

«В одном из танковых сражений под Сарагосой 23 февраля 1937 года мой танк БТ-7 был повреждён снарядом противника. Командир полка полковник Фотченков П. С., который находился в нашем танке, был ранен в лицо и обе руки. Я и командир башни Александр Кущёв оказали ему первую медицинскую помощь, затем устранили повреждение танка и продолжили бой.
Командир полка, будучи тяжело ранен, приказал нам выполнить поставленную ранее задачу — прорвать вражеское кольцо и выручить наших болгарских братьев по оружию, попавших в беду. Кольцо было прорвано, и 15 болгарских танкистов были спасены. Но наш танк фашисты всё-таки подожгли. Командир башни был убит сразу, а командира полка мне с трудом удалось спасти, вытащив из горящего танка и укрыв в одной из воронок.

За спасение командира полка и 15 болгарских танкистов я был представлен к награждению орденом Красного Знамени».— М. Рюмик. Желание выжить. — С. 17.

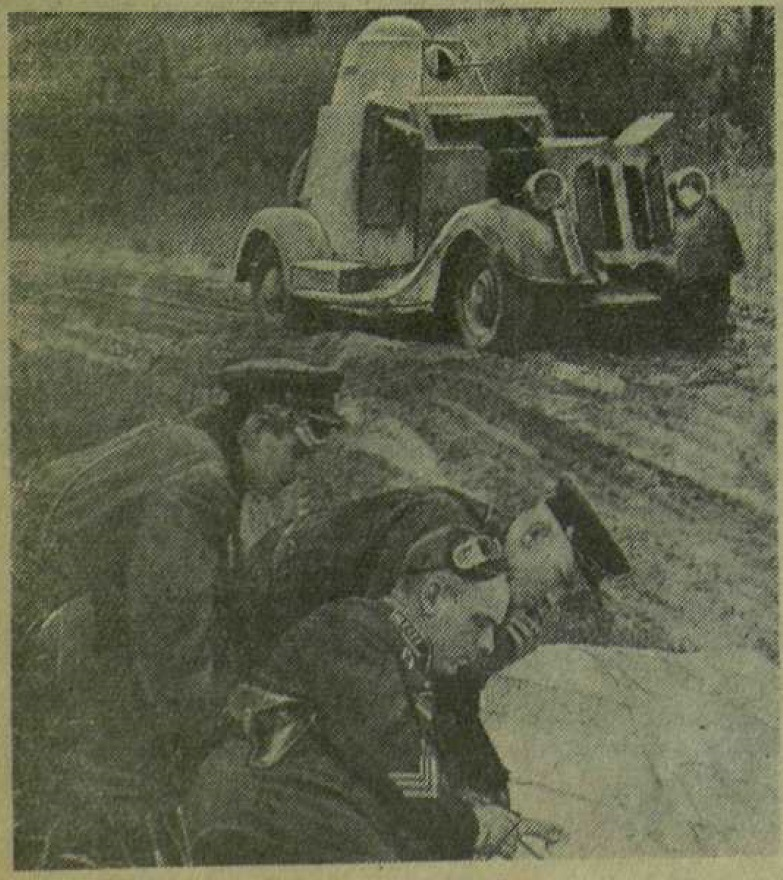
Полковник П. Фотченков ставит боевую задачу командирам-связистам. 6 июля 1941 г.

После возвращения из Испании окончил Военную академию механизации и моторизации РККА им. Сталина. С 1939 года полковник.
Командовал 24-й легкотанковой бригадой в 1939 году, участвуя в советском военном походе в Западную Украину. 19 сентября 1939 года с боем вошёл во Львов. 8:30 на штурм города с запада и юга неожиданно пошли части вермахта. При этом советские танки и бронемашины попали под обстрел и немцев, и поляков. Ответным огнём у немцев было уничтожено 3 противотанковых орудия, убиты 3 человека, ранено 9, у советского разведбатальона было подбито 2 бронемашины и 1 танк, убиты 3 человека и 4 ранены. Вскоре огонь прекратился, на следующий день немецкие части отошли на запад.
С 4 июня 1940 по 19 июля 1940 года — командир 12-й танковой дивизией в составе 8-го механизированного корпуса 26-й армии Киевского Особого военного округа. Затем с 19 июля 1940 года — командир 8-й танковой дивизии 4-го механизированного корпуса.
Участник Великой Отечественной войны с первого дня. 22-23 июня 1941 года 8-я танковая дивизия вместе со всем 4-м механизированным корпусом сражалась районе Яворов—Немиров, где в ходе боёв с немецкой пехотой было потеряно 19 танков Т-34. Про потери других типов танков в докладе командира дивизии Фотченкова ничего не сказано, но в оперативное подчинение командира 15-го механизированного корпуса дивизия поступила, имея на вооружении 65 танков.
Во время боя 28 июня в районе Топорув — Лопатин 8-я танковая дивизия потеряла ещё 12 танков. После этого отошла и приняла участие в многодневном сражении у Бердичева.

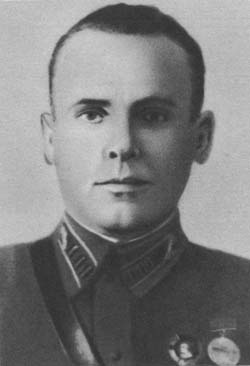
Командир 12-й танковой дивизии полковник П. С. Фотченков

В конце июля — начале августа 1941 года оказался в окружении, в так называемом Уманском котле, под его командой оставалось 4 танка.
Воевавший под командованием П. Фотченкова Д. Корнев писал: 

«Он для меня остался неумирающим и непобежденным. Взгляд зоркий, и ласковый, и требовательный. В моей памяти он как комиссар Фурманов или герой Щорс из гражданской войны».
Военный корреспондент, известный поэт Е. Долматовский, принимавший участие в сражении под Уманью, в своей военно-исторической документальной повести «Зелёная брама» писал:

Трагична судьба пламенного комдива. В официальных источниках (архив Министерства обороны СССР) зафиксировано, что Фотченков попал в плен. Правда, нет сведений о том, что кто-либо видел его в плену. Не числится он и в немецких списках военнопленных. Немногие оставшиеся в живых ветераны, сражавшиеся рядом с Фотченковым в Зелёной браме, утверждают, что он погиб при первой попытке вывести из окружения штаб группы Понеделина. Об этом рассказывал мне, в частности, генерал Я. И. Тонконогов, писали очевидцы.

Легенда утверждает, что последний танк, за фрикционами которого находился комдив-8, кавалер орденов Ленина и Красной Звезды, комиссар интербригады в Испании, рухнул в воды Синюхи и ушел на дно. Может быть, танк ещё будет обнаружен и поднят: река глубокая, исследование дна не производилось.— Е. Долматовский. Зелёная брама. — С. 102—104.
Данные о пленении Фотченкова были отменены в 1946 году приказом ГУК НКО от 16 марта 1946 года за № 0675. Место его захоронения неизвестно.

## Награды
- Орден Ленина (02.03.1938)
- Медаль «За отвагу» (14.11.1938)
- Орден Красной Звезды (22.02.1939)
- Юбилейная медаль «XX лет Рабоче-Крестьянской Красной Армии» (1938)